# 新開地アートひろば
新開地アートひろば（しんかいちアートひろば、英: Shinkaichi Community Center for Arts and Interaction）は、兵庫県神戸市にあるギャラリー・劇場・多目的ホール・スタジオを備えた創造型芸術文化施設。新開地アートひろば条例に基づき設置されている。
2023年（令和5年）4月1日に神戸アートビレッジセンター（略称、KAVC（かぶっく））から新開地アートひろばに名称が変更され、同4月29日にリニューアルオープンした。

## 歴史

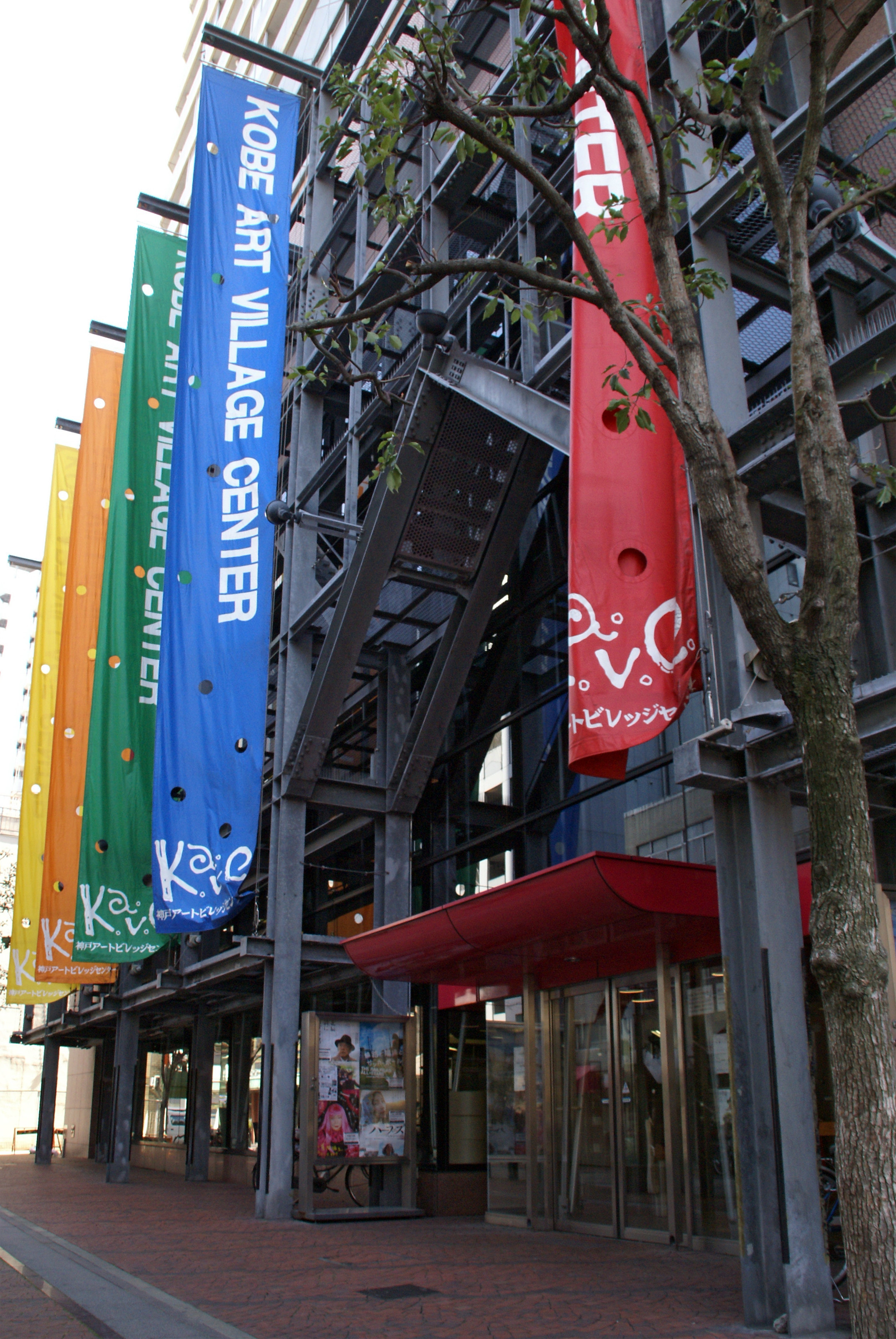
旧神戸アートビレッジセンター

若手芸術家育成と新開地再生を主たる目的として、神戸市により1996年（平成8年）に神戸アートビレッジセンター（愛称KAVC）（かぶっく））として開設された。以来、演劇、美術、映像、音楽等の制作・練習・発表・鑑賞・交流の場を広く一般に提供し続け、神戸における"アートの拠点"の一つとなっている。開館当初から運営を受託してきた大阪ガスビジネスクリエイト（大阪ガス子会社）が2005年（平成17年）に指定管理者となった。その後、2017年（平成29年）からは公益財団法人神戸市民文化振興財団が指定管理者となった。
地域活性化のため2021年（令和3年）に有識者らによる検討会を開催。2022年（令和4年）6月に神戸市会で名称変更と設置目的の追加を行う条例改正が行われた。条例に基づき、2023年（令和5年）4月1日に「新開地アートひろば」に名称が変更され、同4月29日にリニューアルオープンすることになった。

## 施設

### 各階
鉄筋コンクリート造の地下1階から地上17階建ての建物のうち、地下1階から地上4階の各一部に入っている。
4階
- リハーサル室 - 全面鏡張り、床フローリング
  - リハーサル室1（120平方メートル、定員60人）
  - リハーサル室2（189平方メートル、定員90人）

3階
- シルクスクリーン工房（アトリエ、定員4人）
- 会議室
  - 会議室1（72平方メートル、定員24人）
  - 会議室2（54平方メートル、定員20人）

2階
- ホール（303平方メートル） - ロールバック椅子144席、スタッキングチェア88席

1階
- コミュニティスペース1room
- てててパーク（88平方メートル）
  - 子ども（主に未就学児童対象）と保護者のための無料開放スペース

地下1階
- ギャラリー（129平方メートル）
- スタジオ（防音）
  - スタジオ1（58平方メートル、定員15人）
  - スタジオ2（46平方メートル、定員12人）
  - スタジオ3（53平方メートル、定員15人）

新開地アートひろばへのリニューアルに伴い、事務所は4階から1階に移転し、地階のシアターは映画事業を終了してギャラリーに転換した。

### 開館時間
- 10:00 - 22:00

### 休館日
- 火曜日（祝日の場合は翌日に振替）、年末年始（12月28日 - 1月4日）

## プロデュース公演
- KAVCチャレンジシアター『カラカラ』作・演出：深津篤史（2002年）
- KAVC演劇ジャンクション1　鈴江俊郎×西田シャトナー「人間と幽霊」（2003年）
- KAVCトライアウト2『春の惑星』作・演出：小幡祥久（2004年）
- KAVC演劇ジャンクション2『お祝い～KAVCバージョン』作・演出：わかぎえふ（2004年）
- KAVCトライアウト2　インスタレーション西部劇『ワイルド番地』作・演出：ウォーリー木下（2005年）
- KAVC演劇ジャンクション3『ロビーストーリーとねずみの秘密』作・演出：ウォーリー木下（2007年）
- riverbed theatre『Electric Dreams～電気仕掛けの夢～』作・演出：Craig Quintero〈台湾〉（2007年）
- 小野寺修二×いいむろなおき　マイムパフォーマンス「XとYのフーガ」（2008年）
- ミステリー音楽劇『嗚呼、私の探偵は！』作：北村想　演出：岩崎正裕（2008年）
- コントパフォーマンス『ヤング！ジャンプ！』構成・演出：ウォーリー木下（2009年）
- マイムパフォーマンス『Xのフーガ'10』作・演出：小野寺修二（2010年）
- クロスオーバー・ザ・KAVC『no w here』構成・演出：多田淳之介（2010年）
- グラインダーマン×KAVC『MUSTANG COLORS』作・構成・演出：タグチヒトシ　音楽：evala（2011年）
- マイムパフォーマンス『Yのフーガ'11』作・演出：いいむろなおき（2011年）
- KAVCダンスフロンティア『あした［A demain］』振付・演出：Thomas Duchatelet〈フランス〉（2011年）
- 《神戸の視点》実践！演劇プロデューサーへの道1『地中』作：角ひろみ　演出：丸尾丸一郎（2012年）
- カンパニーデラシネラ『カルメン』原作：プロスペル・メリメ　構成・演出：小野寺修二（2013年）
- 《神戸の視点》実践！演劇プロデューサーへの道2『君ほほえめば』脚本：木皿泉　潤色・演出：末満健一（2013年）

## 交通アクセス
- 神戸高速線 新開地駅 徒歩3分
- 神戸市営地下鉄西神・山手線 湊川公園駅 徒歩7分
- JR神戸線 神戸駅 徒歩10分